# Sterowanie minimalno-kwadratowe
Zasugerowano, aby zintegrować ten artykuł z artykułem Regulator liniowo-kwadratowy. Nie opisano powodu propozycji integracji.
Sterowanie minimalno-kwadratowe – sterowanie, którego celem jest zmiana stanu układu, tak aby minimalizować kryterium {\displaystyle J} oraz, aby układ był stabilny.

## Układ
{\displaystyle {\frac {dx}{dt}}=Ax+Bu}
{\displaystyle y=Cx}

## Zadanie
Należy znaleźć {\displaystyle u,} takie że:
{\displaystyle J(u,x_{0})=\int _{0}^{+\infty }(y(t)^{T}y(t)+u(t)^{T}Ru(t))dt}
przyjmuje wartość minimalną. Macierz {\displaystyle R} nazywana jest macierzą wagową i spełnia ona warunek:
{\displaystyle R=R^{T}>0.}

## Rozwiązanie
{\displaystyle u=Kx,}
gdzie:
{\displaystyle K=-R^{-1}B^{T}P,}
{\displaystyle A^{T}P+PA+C^{T}C-PBR^{-1}B^{T}P=0.}
Powyższy układ równań nazywany jest równaniami algebraicznymi Riccatiego.

## Warunki
Aby zadanie miało rozwiązanie spełnione muszą być dwa warunki:
1. układ jest sterowalny – co pociąga za sobą stabilizowalność,
2. układ jest obserwowalny – co pociąga za sobą wykrywalność.